# Comuna Rogatec
Rogatec (Občina Rogatec) este o comună din Slovenia, cu o populație de 3.191 de locuitori (2002).

## Localități
Brezovec pri Rogatcu, Dobovec pri Rogatcu, Donačka Gora, Log, Rogatec, Sveti Jurij, Tlake, Trlično, Žahenberc.